# 阿德里安·辛納
阿德里安·克勞蒂亞·辛納（羅馬尼亞語：Adrian Claudiu Sînă ；1977年4月18日—），通稱為「阿德里安·辛納」，是一位羅馬尼亞知名的男歌手、唱片製作人及唱片騎師，同時他還是羅馬尼亞樂團Akcent的成員之一。

## 生平
辛納出生於羅馬尼亞巴亞馬雷，他在就讀國中時就對音樂和聲音產生興趣，於是他的父親為他買點唱機，他曾經就讀於城市的電信學園。16歲時，他在高中的畢業舞會當DJ，後來，他在他的社區詼諧出了名，並成為鳳凰俱樂部的駐場DJ，2年後，他開始與無線混合，並推出自己的廣播節目上之無線電聯絡。之後，他和雷蒙娜巴塔一起創建名為Akcent的樂團。
代表作品為《Hold On》、《I Can't Live Without You》、《Angel》等。

## 個人生活
辛納與羅馬尼亞新聞主持人安卡·索列亞 (Anca Serea) 結婚，他們在2012年有一個名叫諾亞的兒子，之後在1月12日迎來名叫艾娃·史蒂芬妮的女兒。
2014年他參加了戲劇藝術班和攝影的Caragiale學院，準備成為一個演員，但後來他選擇了音樂。不過，他曾表示年輕時的夢想是成為護林員。

## 外部連結
- YouTube上的阿德里安·辛納頻道
- 阿德里安·辛納的X（前Twitter）
- Adrian Sina Official Facebook Page （页面存档备份，存于）
- Akcent official website （页面存档备份，存于）
- Sisterhoodlive Records Official Website （页面存档备份，存于）